# 닥터 M
닥터 M(Docteur M., Dr. M)은 서독, 프랑스, 이탈리아에서 제작된 끌로드 샤브롤 감독의 1990년 공포, SF, 범죄, 미스터리 영화이다. 앨런 베이츠 등이 주연으로 출연하였고 잉그리드 윈디쉬 등이 제작에 참여하였다.
프리츠 랑의 마부제 박사의 줄거리에 어느 정도 기반을 둔다.

## 출연

### 주연
- 앨런 베이츠
- 제니퍼 빌즈
- 잔 니클라스
- 한스 지쉴러

### 조연
- 베누아 레전트
- 알렉산더 러드전
- 피터 피츠
- 다니엘라 포기
- 윌리엄 버거

## 제작진
- 미술: 단테 페레티
- 미술: 울프강 핸드해머
- 의상: 애곤 스트라서